# Cosciniopsis australis
Cosciniopsis australis är en mossdjursart som först beskrevs av Campbell Easter Waters 1889.  Cosciniopsis australis ingår i släktet Cosciniopsis och familjen Gigantoporidae. Inga underarter finns listade i Catalogue of Life.